# Women's Tour Down Under 2023
La 15e édition du Women's Tour Down Under a lieu du 15 janvier au 17 janvier 2023, en Australie. La course fait partie du UCI World Tour.
Daria Pikulik remporte la première étape au sprint. Alexandra Manly en fait de même le lendemain dans un groupe réduit. Sur la dernière étape, Grace Brown devance Amanda Spratt. Ce sont également les deux premières au classement général. Georgia Williams vient compléter le podium. Brown gagne également le classement par points, Spratt celui de la meilleure grimpeuse.  Henrietta Christie  est la meilleure jeune et EF Education-TIBCO-SVB la meilleure équipe.

## Équipes
| UCI Women's WorldTeams (6)- EF Education-TIBCO-SVB - FDJ-Suez - Human Powered Health - Israel-Premier Tech Roland - Team Jayco AlUla - Trek-Segafredo Équipes féminines continentales (5)- Ara-Skip Capital - BridgeLane Women - Coop-Hitec Products - St Michel-Mavic-Auber93 - Zaaf Cycling Team Équipes nationales (2)- Australie - Nouvelle-Zélande |
| |

## Étapes
| Étape     | Date     | Villes étapes           | type            | Distance (km) | Vainqueur d'étape | Leader du classement général |
| --------- | -------- | ----------------------- | --------------- | ------------- | ----------------- | ---------------------------- |
| 1re étape | 15 janv. | Glenelg – Aldinga       | étape de plaine | 110,4         | Daria Pikulik     | Daria Pikulik                |
| 2e étape  | 16 janv. | Birdwood – Uraidla      | étape vallonnée | 90            | Alexandra Manly   | Alexandra Manly              |
| 3e étape  | 17 janv. | Adélaïde – Campbelltown | étape vallonnée | 93,2          | Grace Brown       | Grace Brown                  |

## Parcours
La première étape est relativement plate. Le Mount Lofty, situé à dix kilomètres de l'arrivée, doit le lendemain départager les favorites. Lors de l'ultime étape, la côte de Corkscrew road est placée à sept kilomètres de la ligne.

## Favorites
Amanda Spratt, qui a remporté l'épreuve à trois reprises, a à cœur de bien faire à domicile. Grace Brown peut compter sur sa puissance et Alexandra Manly sur son sprint et sa polyvalence pour s'imposer. Kristabel Doebel-Hickok, Brodie Chapman, Ruby Roseman-Gannon, Simone Boilard et Rachel Neylan sont les autres favorites.

## Déroulement de la course

### 1reétape
Une bordure de seize coureuses se forme après le cap des vingt kilomètres, mais le peloton se regroupe ensuite. À trente-neuf kilomètres de l'arrivée, Isabelle Carnes et Gina Ricardo partent en échappée. Elles comptent jusqu'à deux minutes d'avance. Tiril Jørgensen et Dilyxine Miermont sortent en poursuite mais ne parviennent pas à effectuer la jonction. À dix kilomètres du but, un regroupement général a lieu. L'accélération de la Trek-Segafredo provoque la formation d'un groupe douze athlètes en tête, mais le reste du peloton revient. Au sprint, Daria Pikulik s'impose.
| \| Classement de l'étape \| Classement de l'étape \| Classement de l'étape \| Classement de l'étape \| Classement de l'étape \| \| Coureuse \| Coureuse \| Pays \| Équipe \| Temps \| \| --------------------- \| --------------------- \| --------------------- \| --------------------- \| --------------------- \| \| 1re \| Daria Pikulik \| Pologne \| Human Powered Health \| 3 h 03 min 01 s \| \| 2e \| Clara Copponi \| France \| FDJ-Suez \| + 0 s \| \| 3e \| Georgia Baker \| Australie \| Team Jayco AlUla \| + 0 s \| \| 4e \| Maggie Coles-Lyster \| Canada \| Zaaf Cycling Team \| + 0 s \| \| 5e \| Amanda Spratt \| Australie \| Trek-Segafredo \| + 0 s \| \| 6e \| Ally Wollaston \| Nouvelle-Zélande \| Nouvelle-Zélande \| + 0 s \| \| 7e \| Kaia Schmid \| États-Unis \| Human Powered Health \| + 0 s \| \| 8e \| Ilaria Sanguineti \| Italie \| Trek-Segafredo \| + 0 s \| \| 9e \| Lucinda Stewart \| Australie \| Ara-Skip Capital \| + 0 s \| \| 10e \| Brodie Chapman \| Australie \| Trek-Segafredo \| + 0 s \| |                     |                  |                      |                 |
| |                     |                  |                      |                 |
| Source : Cycling Quotient |                     |                  |                      |                 |
| Classement de l'étape |                     |                  |                      |                 |
| Coureuse | Coureuse            | Pays             | Équipe               | Temps           |
| 1re | Daria Pikulik       | Pologne          | Human Powered Health | 3 h 03 min 01 s |
| 2e | Clara Copponi       | France           | FDJ-Suez             | + 0 s           |
| 3e | Georgia Baker       | Australie        | Team Jayco AlUla     | + 0 s           |
| 4e | Maggie Coles-Lyster | Canada           | Zaaf Cycling Team    | + 0 s           |
| 5e | Amanda Spratt       | Australie        | Trek-Segafredo       | + 0 s           |
| 6e | Ally Wollaston      | Nouvelle-Zélande | Nouvelle-Zélande     | + 0 s           |
| 7e | Kaia Schmid         | États-Unis       | Human Powered Health | + 0 s           |
| 8e | Ilaria Sanguineti   | Italie           | Trek-Segafredo       | + 0 s           |
| 9e | Lucinda Stewart     | Australie        | Ara-Skip Capital     | + 0 s           |
| 10e | Brodie Chapman      | Australie        | Trek-Segafredo       | + 0 s           |

| \| Classement général \| Classement général \| Classement général \| Classement général \| Classement général \| \| Coureuse \| Coureuse \| Pays \| Équipe \| Temps \| \| ------------------ \| ------------------- \| ------------------ \| -------------------- \| ------------------ \| \| 1re \| Daria Pikulik \| Pologne \| Human Powered Health \| 3 h 02 min 51 s \| \| 2e \| Clara Copponi \| France \| FDJ-Suez \| + 4 s \| \| 3e \| Georgia Baker \| Australie \| Team Jayco AlUla \| + 6 s \| \| 4e \| Grace Brown \| Australie \| FDJ-Suez \| + 7 s \| \| 5e \| Alexandra Manly \| Australie \| Team Jayco AlUla \| + 8 s \| \| 6e \| Ruby Roseman-Gannon \| Australie \| Team Jayco AlUla \| + 9 s \| \| 7e \| Maggie Coles-Lyster \| Canada \| Zaaf Cycling Team \| + 10 s \| \| 8e \| Amanda Spratt \| Australie \| Trek-Segafredo \| + 10 s \| \| 9e \| Ally Wollaston \| Nouvelle-Zélande \| Nouvelle-Zélande \| + 10 s \| \| 10e \| Kaia Schmid \| États-Unis \| Human Powered Health \| + 10 s \| |                     |                  |                      |                 |
| |                     |                  |                      |                 |
| Source : Cycling Quotient |                     |                  |                      |                 |
| Classement général |                     |                  |                      |                 |
| Coureuse | Coureuse            | Pays             | Équipe               | Temps           |
| 1re | Daria Pikulik       | Pologne          | Human Powered Health | 3 h 02 min 51 s |
| 2e | Clara Copponi       | France           | FDJ-Suez             | + 4 s           |
| 3e | Georgia Baker       | Australie        | Team Jayco AlUla     | + 6 s           |
| 4e | Grace Brown         | Australie        | FDJ-Suez             | + 7 s           |
| 5e | Alexandra Manly     | Australie        | Team Jayco AlUla     | + 8 s           |
| 6e | Ruby Roseman-Gannon | Australie        | Team Jayco AlUla     | + 9 s           |
| 7e | Maggie Coles-Lyster | Canada           | Zaaf Cycling Team    | + 10 s          |
| 8e | Amanda Spratt       | Australie        | Trek-Segafredo       | + 10 s          |
| 9e | Ally Wollaston      | Nouvelle-Zélande | Nouvelle-Zélande     | + 10 s          |
| 10e | Kaia Schmid         | États-Unis       | Human Powered Health | + 10 s          |

### 2eétape
Lauretta Hanson profite du sprint intermédiaire pour s'échapper au kilomètre trente-quatre. Elle est rapidement reprise. Debora Silvestri sort plus loin. Elle est rejointe par neuf autres coureuses : Claire Steels,  Nina Buijsman, Rylee McMullen, Georgie Howe, Tayler Wiles, Lauren Stephens, Victorie Guilman, Gina Ricardo, Rachael Wales et Sophie Edwards. Elles sont reprises, à l'exception de Claire Steels, à vingt-cinq kilomètres de l'arrivée. Une sélection s'opère alors dans le peloton. Daria Pikulik est notamment distancée. Steels est reprise dans les pentes du Mount Lofty. La Trek-Segafredo y imprime le rythme. À un kilomètre du sommet, Amanda Spratt passe à l'offensive. Grace Brown et Loes Adegeest partent à sa poursuite. Le reste du groupe de tête revient ensuite sur ce duo. Rachel Neylan tente de partir seule en chasse, elle est contrée par Ruby Roseman-Gannon. Cela force Grace Brown à mener le peloton. Amanda Spratt est reprise dans le dernier kilomètre. Au sprint, Alexandra Manly s'impose et prend la tête du classement général.
| \| Classement de l'étape \| Classement de l'étape \| Classement de l'étape \| Classement de l'étape \| Classement de l'étape \| \| Coureuse \| Coureuse \| Pays \| Équipe \| Temps \| \| --------------------- \| --------------------- \| --------------------- \| ---------------------- \| --------------------- \| \| 1re \| Alexandra Manly \| Australie \| Team Jayco AlUla \| 2 h 23 min 33 s \| \| 2e \| Georgia Williams \| Nouvelle-Zélande \| EF Education-TIBCO-SVB \| + 0 s \| \| 3e \| Nina Buysman \| Pays-Bas \| Human Powered Health \| + 0 s \| \| 4e \| Danielle De Francesco \| Australie \| Zaaf Cycling Team \| + 0 s \| \| 5e \| Grace Brown \| Australie \| FDJ-Suez \| + 0 s \| \| 6e \| Nicole Frain \| Australie \| Australie \| + 0 s \| \| 7e \| Eugénie Duval \| France \| FDJ-Suez \| + 0 s \| \| 8e \| Abi Smith \| Royaume-Uni \| EF Education-TIBCO-SVB \| + 0 s \| \| 9e \| Nikola Nosková \| Tchéquie \| Zaaf Cycling Team \| + 0 s \| \| 10e \| Amanda Spratt \| Australie \| Trek-Segafredo \| + 0 s \| |                       |                  |                        |                 |
| |                       |                  |                        |                 |
| |                       |                  |                        |                 |
| Classement de l'étape |                       |                  |                        |                 |
| Coureuse | Coureuse              | Pays             | Équipe                 | Temps           |
| 1re | Alexandra Manly       | Australie        | Team Jayco AlUla       | 2 h 23 min 33 s |
| 2e | Georgia Williams      | Nouvelle-Zélande | EF Education-TIBCO-SVB | + 0 s           |
| 3e | Nina Buysman          | Pays-Bas         | Human Powered Health   | + 0 s           |
| 4e | Danielle De Francesco | Australie        | Zaaf Cycling Team      | + 0 s           |
| 5e | Grace Brown           | Australie        | FDJ-Suez               | + 0 s           |
| 6e | Nicole Frain          | Australie        | Australie              | + 0 s           |
| 7e | Eugénie Duval         | France           | FDJ-Suez               | + 0 s           |
| 8e | Abi Smith             | Royaume-Uni      | EF Education-TIBCO-SVB | + 0 s           |
| 9e | Nikola Nosková        | Tchéquie         | Zaaf Cycling Team      | + 0 s           |
| 10e | Amanda Spratt         | Australie        | Trek-Segafredo         | + 0 s           |

| \| Classement général \| Classement général \| Classement général \| Classement général \| Classement général \| \| Coureuse \| Coureuse \| Pays \| Équipe \| Temps \| \| ------------------ \| ----------------------- \| ------------------ \| ---------------------- \| ------------------ \| \| 1re \| Alexandra Manly \| Australie \| Team Jayco AlUla \| 5 h 26 min 20 s \| \| 2e \| Georgia Williams \| Nouvelle-Zélande \| EF Education-TIBCO-SVB \| + 8 s \| \| 3e \| Grace Brown \| Australie \| FDJ-Suez \| + 8 s \| \| 4e \| Ruby Roseman-Gannon \| Australie \| Team Jayco AlUla \| + 13 s \| \| 5e \| Amanda Spratt \| Australie \| Trek-Segafredo \| + 14 s \| \| 6e \| Nicole Frain \| Australie \| Australie \| + 14 s \| \| 7e \| Loes Adegeest \| Pays-Bas \| FDJ-Suez \| + 14 s \| \| 8e \| Kristabel Doebel-Hickok \| États-Unis \| EF Education-TIBCO-SVB \| + 14 s \| \| 9e \| Nina Buysman \| Pays-Bas \| Human Powered Health \| + 16 s \| \| 10e \| Danielle De Francesco \| Australie \| Zaaf Cycling Team \| + 20 s \| |                         |                  |                        |                 |
| |                         |                  |                        |                 |
| |                         |                  |                        |                 |
| Classement général |                         |                  |                        |                 |
| Coureuse | Coureuse                | Pays             | Équipe                 | Temps           |
| 1re | Alexandra Manly         | Australie        | Team Jayco AlUla       | 5 h 26 min 20 s |
| 2e | Georgia Williams        | Nouvelle-Zélande | EF Education-TIBCO-SVB | + 8 s           |
| 3e | Grace Brown             | Australie        | FDJ-Suez               | + 8 s           |
| 4e | Ruby Roseman-Gannon     | Australie        | Team Jayco AlUla       | + 13 s          |
| 5e | Amanda Spratt           | Australie        | Trek-Segafredo         | + 14 s          |
| 6e | Nicole Frain            | Australie        | Australie              | + 14 s          |
| 7e | Loes Adegeest           | Pays-Bas         | FDJ-Suez               | + 14 s          |
| 8e | Kristabel Doebel-Hickok | États-Unis       | EF Education-TIBCO-SVB | + 14 s          |
| 9e | Nina Buysman            | Pays-Bas         | Human Powered Health   | + 16 s          |
| 10e | Danielle De Francesco   | Australie        | Zaaf Cycling Team      | + 20 s          |

### 3eétape
Gina Ricardo et Georgia Danford forme la première échappée. Lucinda Stewart les rejoint après le premier sprint intermédiaire. Leur avance atteint deux minutes trente cinq. Danford est distancée de ses compagnons d'échappée. Ensuite, Stewart chute sur des gravillons. Ricardo est reprise à quinze kilomètres de l'arrivée. Dans Corkscrew Road, Amanda Spratt attaque à un kilomètre et demi du sommet. Grace Brown la suit à distance. Elle revient au bout de sept kilomètres de descente, soit sous la flamme rouge. Brown devance Spratt au sprint. Elle remporte ainsi le classement général. Georgia Williams règle le groupe de poursuite.
| \| Classement de l'étape \| Classement de l'étape \| Classement de l'étape \| Classement de l'étape \| Classement de l'étape \| \| Coureuse \| Coureuse \| Pays \| Équipe \| Temps \| \| --------------------- \| ----------------------- \| --------------------- \| -------------------------- \| --------------------- \| \| 1re \| Grace Brown \| Australie \| FDJ-Suez \| 2 h 37 min 11 s \| \| 2e \| Amanda Spratt \| Australie \| Trek-Segafredo \| + 0 s \| \| 3e \| Georgia Williams \| Nouvelle-Zélande \| EF Education-TIBCO-SVB \| + 13 s \| \| 4e \| Danielle De Francesco \| Australie \| Zaaf Cycling Team \| + 13 s \| \| 5e \| Ruby Roseman-Gannon \| Australie \| Team Jayco AlUla \| + 13 s \| \| 6e \| Rachel Neylan \| Australie \| Australie \| + 13 s \| \| 7e \| Henrietta Christie \| Nouvelle-Zélande \| Human Powered Health \| + 13 s \| \| 8e \| Claire Steels \| Royaume-Uni \| Israel-Premier Tech Roland \| + 13 s \| \| 9e \| Kristabel Doebel-Hickok \| États-Unis \| EF Education-TIBCO-SVB \| + 13 s \| \| 10e \| Ella Wyllie \| Nouvelle-Zélande \| Nouvelle-Zélande \| + 13 s \| |                         |                  |                            |                 |
| |                         |                  |                            |                 |
| |                         |                  |                            |                 |
| Classement de l'étape |                         |                  |                            |                 |
| Coureuse | Coureuse                | Pays             | Équipe                     | Temps           |
| 1re | Grace Brown             | Australie        | FDJ-Suez                   | 2 h 37 min 11 s |
| 2e | Amanda Spratt           | Australie        | Trek-Segafredo             | + 0 s           |
| 3e | Georgia Williams        | Nouvelle-Zélande | EF Education-TIBCO-SVB     | + 13 s          |
| 4e | Danielle De Francesco   | Australie        | Zaaf Cycling Team          | + 13 s          |
| 5e | Ruby Roseman-Gannon     | Australie        | Team Jayco AlUla           | + 13 s          |
| 6e | Rachel Neylan           | Australie        | Australie                  | + 13 s          |
| 7e | Henrietta Christie      | Nouvelle-Zélande | Human Powered Health       | + 13 s          |
| 8e | Claire Steels           | Royaume-Uni      | Israel-Premier Tech Roland | + 13 s          |
| 9e | Kristabel Doebel-Hickok | États-Unis       | EF Education-TIBCO-SVB     | + 13 s          |
| 10e | Ella Wyllie             | Nouvelle-Zélande | Nouvelle-Zélande           | + 13 s          |

## Classements finals

### Classement général final
| \| Classement général \| Classement général \| Classement général \| Classement général \| Classement général \| \| Coureuse \| Coureuse \| Pays \| Équipe \| Temps \| \| ------------------ \| ----------------------- \| ------------------ \| ---------------------- \| ------------------ \| \| 1re \| Grace Brown \| Australie \| FDJ-Suez \| 8 h 03 min 29 s \| \| 2e \| Amanda Spratt \| Australie \| Trek-Segafredo \| + 10 s \| \| 3e \| Georgia Williams \| Nouvelle-Zélande \| EF Education-TIBCO-SVB \| + 19 s \| \| 4e \| Ruby Roseman-Gannon \| Australie \| Team Jayco AlUla \| + 28 s \| \| 5e \| Kristabel Doebel-Hickok \| États-Unis \| EF Education-TIBCO-SVB \| + 29 s \| \| 6e \| Danielle De Francesco \| Australie \| Zaaf Cycling Team \| + 35 s \| \| 7e \| Henrietta Christie \| Nouvelle-Zélande \| Human Powered Health \| + 35 s \| \| 8e \| Ella Wyllie \| Nouvelle-Zélande \| Nouvelle-Zélande \| + 35 s \| \| 9e \| Rachel Neylan \| Australie \| Australie \| + 35 s \| \| 10e \| Abi Smith \| Royaume-Uni \| EF Education-TIBCO-SVB \| + 38 s \| |                         |                  |                        |                 |
| |                         |                  |                        |                 |
| |                         |                  |                        |                 |
| Classement général |                         |                  |                        |                 |
| Coureuse | Coureuse                | Pays             | Équipe                 | Temps           |
| 1re | Grace Brown             | Australie        | FDJ-Suez               | 8 h 03 min 29 s |
| 2e | Amanda Spratt           | Australie        | Trek-Segafredo         | + 10 s          |
| 3e | Georgia Williams        | Nouvelle-Zélande | EF Education-TIBCO-SVB | + 19 s          |
| 4e | Ruby Roseman-Gannon     | Australie        | Team Jayco AlUla       | + 28 s          |
| 5e | Kristabel Doebel-Hickok | États-Unis       | EF Education-TIBCO-SVB | + 29 s          |
| 6e | Danielle De Francesco   | Australie        | Zaaf Cycling Team      | + 35 s          |
| 7e | Henrietta Christie      | Nouvelle-Zélande | Human Powered Health   | + 35 s          |
| 8e | Ella Wyllie             | Nouvelle-Zélande | Nouvelle-Zélande       | + 35 s          |
| 9e | Rachel Neylan           | Australie        | Australie              | + 35 s          |
| 10e | Abi Smith               | Royaume-Uni      | EF Education-TIBCO-SVB | + 38 s          |

### Classements annexes

#### Classement de la montagne
| Classement de la montagne | Classement de la montagne | Classement de la montagne | Classement de la montagne  | Classement de la montagne |
| Coureuse                  | Coureuse                  | Pays                      | Équipe                     | Points                    |
| ------------------------- | ------------------------- | ------------------------- | -------------------------- | ------------------------- |
| 1re                       | Amanda Spratt             | Australie                 | Trek-Segafredo             | 20 pts                    |
| 2e                        | Grace Brown               | Australie                 | FDJ-Suez                   | 12 pts                    |
| 3e                        | Gladys Verhulst           | France                    | FDJ-Suez                   | 10 pts                    |
| 4e                        | Claire Steels             | Royaume-Uni               | Israel-Premier Tech Roland | 7 pts                     |
| 5e                        | Georgia Williams          | Nouvelle-Zélande          | EF Education-TIBCO-SVB     | 4 pts                     |
| 6e                        | Ella Wyllie               | Nouvelle-Zélande          | Nouvelle-Zélande           | 4 pts                     |
| 7e                        | Rachel Neylan             | Australie                 | Australie                  | 3 pts                     |
| 8e                        | Lauretta Hanson           | Australie                 | Trek-Segafredo             | 3 pts                     |
| 9e                        | Henrietta Christie        | Nouvelle-Zélande          | Human Powered Health       | 2 pts                     |
| 10e                       | Ruby Roseman-Gannon       | Australie                 | Team Jayco AlUla           | 1 pt                      |

#### Classement par points
| Classement par points | Classement par points | Classement par points | Classement par points  | Classement par points |
| Coureuse              | Coureuse              | Pays                  | Équipe                 | Points                |
| --------------------- | --------------------- | --------------------- | ---------------------- | --------------------- |
| 1re                   | Grace Brown           | Australie             | FDJ-Suez               | 43 pts                |
| 2e                    | Amanda Spratt         | Australie             | Trek-Segafredo         | 41 pts                |
| 3e                    | Georgia Williams      | Nouvelle-Zélande      | EF Education-TIBCO-SVB | 41 pts                |
| 4e                    | Alexandra Manly       | Australie             | Team Jayco AlUla       | 35 pts                |
| 5e                    | Danielle De Francesco | Australie             | Zaaf Cycling Team      | 32 pts                |
| 6e                    | Daria Pikulik         | Pologne               | Human Powered Health   | 31 pts                |
| 7e                    | Clara Copponi         | France                | FDJ-Suez               | 25 pts                |
| 8e                    | Nina Buysman          | Pays-Bas              | Human Powered Health   | 24 pts                |
| 9e                    | Georgia Baker         | Australie             | Team Jayco AlUla       | 22 pts                |
| 10e                   | Nicole Frain          | Australie             | Australie              | 19 pts                |

#### Classement de la meilleure jeune
| Classement du meilleur jeune | Classement du meilleur jeune | Classement du meilleur jeune | Classement du meilleur jeune | Classement du meilleur jeune |
| Coureuse                     | Coureuse                     | Pays                         | Équipe                       | Temps                        |
| ---------------------------- | ---------------------------- | ---------------------------- | ---------------------------- | ---------------------------- |
| 1re                          | Henrietta Christie           | Nouvelle-Zélande             | Human Powered Health         | 8 h 04 min 04 s              |
| 2e                           | Ella Wyllie                  | Nouvelle-Zélande             | Nouvelle-Zélande             | + 0 s                        |
| 3e                           | Abi Smith                    | Royaume-Uni                  | EF Education-TIBCO-SVB       | + 3 s                        |
| 4e                           | Kaia Schmid                  | États-Unis                   | Human Powered Health         | + 3 min 22 s                 |
| 5e                           | Ally Wollaston               | Nouvelle-Zélande             | Nouvelle-Zélande             | + 3 min 22 s                 |
| 6e                           | Mia Hayden                   | Australie                    | Team BridgeLane              | + 3 min 24 s                 |
| 7e                           | Josie Nelson                 | Royaume-Uni                  | Coop-Hitec Products          | + 5 min 28 s                 |
| 8e                           | Camille Fahy                 | France                       | St Michel-Mavic-Auber 93     | + 7 min 17 s                 |
| 9e                           | Isabelle Carnes              | Australie                    | Ara-Skip Capital             | + 7 min 47 s                 |
| 10e                          | Mari Hole Mohr               | Norvège                      | Coop-Hitec Products          | + 9 min 25 s                 |

### Points UCI
| Position           | 1er | 2e  | 3e  | 4e  | 5e  | 6e  | 7e  | 8e  | 9e | 10e | 11e | 12e | 13e | 14e | 15e | 16e à 20e | 21e à 30e | 31e à 40e |
| Classement général | 400 | 320 | 260 | 220 | 180 | 140 | 120 | 100 | 80 | 68  | 56  | 48  | 40  | 32  | 28  | 24        | 16        | 8         |
| Par étape          | 50  | 40  | 30  | 24  | 20  | 18  | 15  | 10  | 8  | 6   |     |     |     |     |     |           |           |           |
| Leader, par étape  | 8   |     |     |     |     |     |     |     |    |     |     |     |     |     |     |           |           |           |
| Meilleure jeune    | 6   | 4   | 2   |     |     |     |     |     |    |     |     |     |     |     |     |           |           |           |

## Évolution des classements
| Étape              |                    | Vainqueur _     | Classement général | Classement par points | Meilleure grimpeuse | Meilleure jeune    | Meilleure équipe _     |
| ------------------ | ------------------ | --------------- | ------------------ | --------------------- | ------------------- | ------------------ | ---------------------- |
| 1re étape          | étape de plaine    | Daria Pikulik   | Daria Pikulik      | Daria Pikulik         | Gladys Verhulst     | Ally Wollaston     | Trek-Segafredo         |
| 2e étape           | étape vallonnée    | Alexandra Manly | Alexandra Manly    | Alexandra Manly       | Amanda Spratt       | Henrietta Christie | EF Education-TIBCO-SVB |
| 3e étape           | étape vallonnée    | Grace Brown     | Grace Brown        | Grace Brown           | Amanda Spratt       | Henrietta Christie | EF Education-TIBCO-SVB |
| Classements finals | Classements finals |                 | Grace Brown        | Grace Brown           | Amanda Spratt       | Henrietta Christie | EF Education-TIBCO-SVB |

## Liste des participantes
| Légende | Légende                                                                    | Légende | Légende                                                    |
| ------- | -------------------------------------------------------------------------- | ------- | ---------------------------------------------------------- |
| Num     | Dossard de départ porté par le coureur sur ce Women's Tour Down Under      | Pos     | Position à l'arrivée de la course                          |
|         | Indique un maillot de champion national ou mondial, suivi de sa spécialité | NP      | Indique un coureur qui n'a pas pris le départ de la course |
| AB      | Indique un coureur qui n'a pas terminé la course                           | HD      | Indique un coureur qui a terminé la course hors des délais |

| Team Jayco AlUla BEX | Team Jayco AlUla BEX      | Team Jayco AlUla BEX |
| -------------------- | ------------------------- | -------------------- |
| Num                  | Coureuse                  | Pos                  |
| 1                    | Ruby Roseman-Gannon (AUS) | 4e                   |
| 2                    | Alexandra Manly (AUS)     | 11e                  |
| 3                    | Amber Pate (AUS)          | 31e                  |
| 4                    | Georgia Baker (AUS)       | 55e                  |
| 5                    | Georgie Howe (AUS)        | 21e                  |
| 6                    | Jessica Allen (AUS)       | 62e                  |

| Trek-Segafredo TFS | Trek-Segafredo TFS           | Trek-Segafredo TFS |
| ------------------ | ---------------------------- | ------------------ |
| Num                | Coureuse                     | Pos                |
| 11                 | Amanda Spratt (AUS)          | 2e                 |
| 12                 | Lauretta Hanson (AUS)        | 53e                |
| 13                 | Brodie Chapman (AUS) (route) | 20e                |
| 14                 | Tayler Wiles (USA)           | 67e                |
| 15                 | Lisa Klein (GER)             | 58e                |
| 16                 | Ilaria Sanguineti (ITA)      | 65e                |

| FDJ-Suez FST | FDJ-Suez FST           | FDJ-Suez FST |
| ------------ | ---------------------- | ------------ |
| Num          | Coureuse               | Pos          |
| 21           | Grace Brown (AUS)      | 1re          |
| 22           | Loes Adegeest (NED)    | 12e          |
| 23           | Clara Copponi (FRA)    | 37e          |
| 24           | Eugénie Duval (FRA)    | 17e          |
| 25           | Victorie Guilman (FRA) | 18e          |
| 26           | Gladys Verhulst (FRA)  | 38e          |

| Human Powered Health HPW | Human Powered Health HPW | Human Powered Health HPW |
| ------------------------ | ------------------------ | ------------------------ |
| Num                      | Coureuse                 | Pos                      |
| 31                       | Lily Williams (USA)      | 60e                      |
| 32                       | Daria Pikulik (POL)      | 44e                      |
| 33                       | Ántri Christofórou (CYP) | 47e                      |
| 34                       | Kaia Schmid (USA)        | 22e                      |
| 35                       | Henrietta Christie (NZL) | 7e                       |
| 36                       | Nina Buysman (NED)       | 13e                      |

| Israel-Premier Tech Roland CGS | Israel-Premier Tech Roland CGS | Israel-Premier Tech Roland CGS |
| ------------------------------ | ------------------------------ | ------------------------------ |
| Num                            | Coureuse                       | Pos                            |
| 41                             | Caroline Baur (SUI) (route)    | 41e                            |
| 42                             | Silvia Magri (ITA)             | 56e                            |
| 43                             | Mia Griffin (IRL)              | 42e                            |
| 44                             | Nguyễn Thị Thật (VIE) (route)  | AB-2                           |
| 45                             | Claire Steels (GBR)            | 15e                            |
| 46                             | Elena Pirrone (ITA)            | 51e                            |

| EF Education-TIBCO-SVB TIB | EF Education-TIBCO-SVB TIB    | EF Education-TIBCO-SVB TIB |
| -------------------------- | ----------------------------- | -------------------------- |
| Num                        | Coureuse                      | Pos                        |
| 51                         | Lauren Stephens (USA)         | 54e                        |
| 52                         | Emma Langley (USA) (route)    | NP-1                       |
| 53                         | Kristabel Doebel-Hickok (USA) | 5e                         |
| 54                         | Abi Smith (GBR)               | 10e                        |
| 55                         | Georgia Williams (NZL)        | 3e                         |

| St Michel-Mavic-Auber 93 AUB | St Michel-Mavic-Auber 93 AUB | St Michel-Mavic-Auber 93 AUB |
| ---------------------------- | ---------------------------- | ---------------------------- |
| Num                          | Coureuse                     | Pos                          |
| 61                           | Roxane Fournier (FRA)        | 49e                          |
| 62                           | Coralie Demay (FRA)          | 19e                          |
| 63                           | Simone Boilard (CAN)         | NP-2                         |
| 64                           | Dilyxine Miermont (FRA)      | 30e                          |
| 65                           | Sandrine Bideau (FRA)        | 59e                          |
| 66                           | Camille Fahy (FRA)           | 34e                          |

| Coop-Hitec Products HPU | Coop-Hitec Products HPU | Coop-Hitec Products HPU |
| ----------------------- | ----------------------- | ----------------------- |
| Num                     | Coureuse                | Pos                     |
| 71                      | Mari Hole Mohr (NOR)    | 39e                     |
| 72                      | Josie Nelson (GBR)      | 29e                     |
| 73                      | Tiril Jørgensen (NOR)   | 45e                     |
| 74                      | Sylvie Swinkels (NED)   | 70e                     |
| 75                      | Kerry Jonker (RSA)      | 66e                     |
| 76                      | Georgia Danford (AUS)   | 69e                     |

| Zaaf Cycling Team ZAF | Zaaf Cycling Team ZAF             | Zaaf Cycling Team ZAF |
| --------------------- | --------------------------------- | --------------------- |
| Num                   | Coureuse                          | Pos                   |
| 81                    | Danielle De Francesco (AUS)       | 6e                    |
| 82                    | Elizabeth Stannard (AUS)          | NP-1                  |
| 83                    | Nikola Nosková (CZE)              | 14e                   |
| 84                    | Michaela Drummond (NZL)           | 27e                   |
| 85                    | Debora Silvestri (ITA)            | 35e                   |
| 86                    | Maggie Coles-Lyster (CAN) (route) | 26e                   |

| Ara-Skip Capital ARA | Ara-Skip Capital ARA     | Ara-Skip Capital ARA |
| -------------------- | ------------------------ | -------------------- |
| Num                  | Coureuse                 | Pos                  |
| 91                   | Sophie Edwards (AUS)     | 25e                  |
| 92                   | Alisha Wells (AUS)       | 50e                  |
| 93                   | Isabelle Carnes (AUS)    | 36e                  |
| 94                   | Lucinda Stewart (AUS)    | 52e                  |
| 95                   | Georgia Whitehouse (AUS) | 63e                  |
| 96                   | Rachael Wales (AUS)      | 28e                  |

| Team BridgeLane TBL | Team BridgeLane TBL  | Team BridgeLane TBL |
| ------------------- | -------------------- | ------------------- |
| Num                 | Coureuse             | Pos                 |
| 101                 | Emily Watts (AUS)    | 71e                 |
| 102                 | Gina Ricardo (AUS)   | 33e                 |
| 103                 | Jess Pratt (AUS)     | 40e                 |
| 104                 | Keely Bennett (AUS)  | AB-1                |
| 105                 | Lillee Pollock (AUS) | 61e                 |
| 106                 | Mia Hayden (AUS)     | 24e                 |

| Australie AUS | Australie AUS        | Australie AUS |
| ------------- | -------------------- | ------------- |
| Num           | Coureuse             | Pos           |
| 111           | Nicole Frain         | 16e           |
| 112           | Rachel Neylan        | 9e            |
| 113           | Josie Talbot (route) | 43e           |
| 114           | Anya Louw            | 57e           |
| 115           | Haylee Fuller        | 68e           |
| 116           | Alli Anderson        | 46e           |

| Nouvelle-Zélande NZL | Nouvelle-Zélande NZL | Nouvelle-Zélande NZL |
| -------------------- | -------------------- | -------------------- |
| Num                  | Coureuse             | Pos                  |
| 121                  | Ally Wollaston       | 23e                  |
| 122                  | Bryony Botha         | 48e                  |
| 123                  | Ella Wyllie          | 8e                   |
| 124                  | Prudence Fowler      | 72e                  |
| 125                  | Rylee McMullen       | 32e                  |
| 126                  | Annamarie Lipp       | 64e                  |

| Team Jayco AlUla BEX | Team Jayco AlUla BEX      | Team Jayco AlUla BEX |
| -------------------- | ------------------------- | -------------------- |
| Num                  | Coureuse                  | Pos                  |
| 1                    | Ruby Roseman-Gannon (AUS) | 4e                   |
| 2                    | Alexandra Manly (AUS)     | 11e                  |
| 3                    | Amber Pate (AUS)          | 31e                  |
| 4                    | Georgia Baker (AUS)       | 55e                  |
| 5                    | Georgie Howe (AUS)        | 21e                  |
| 6                    | Jessica Allen (AUS)       | 62e                  |

| Trek-Segafredo TFS | Trek-Segafredo TFS           | Trek-Segafredo TFS |
| ------------------ | ---------------------------- | ------------------ |
| Num                | Coureuse                     | Pos                |
| 11                 | Amanda Spratt (AUS)          | 2e                 |
| 12                 | Lauretta Hanson (AUS)        | 53e                |
| 13                 | Brodie Chapman (AUS) (route) | 20e                |
| 14                 | Tayler Wiles (USA)           | 67e                |
| 15                 | Lisa Klein (GER)             | 58e                |
| 16                 | Ilaria Sanguineti (ITA)      | 65e                |

| FDJ-Suez FST | FDJ-Suez FST           | FDJ-Suez FST |
| ------------ | ---------------------- | ------------ |
| Num          | Coureuse               | Pos          |
| 21           | Grace Brown (AUS)      | 1re          |
| 22           | Loes Adegeest (NED)    | 12e          |
| 23           | Clara Copponi (FRA)    | 37e          |
| 24           | Eugénie Duval (FRA)    | 17e          |
| 25           | Victorie Guilman (FRA) | 18e          |
| 26           | Gladys Verhulst (FRA)  | 38e          |

| Human Powered Health HPW | Human Powered Health HPW | Human Powered Health HPW |
| ------------------------ | ------------------------ | ------------------------ |
| Num                      | Coureuse                 | Pos                      |
| 31                       | Lily Williams (USA)      | 60e                      |
| 32                       | Daria Pikulik (POL)      | 44e                      |
| 33                       | Ántri Christofórou (CYP) | 47e                      |
| 34                       | Kaia Schmid (USA)        | 22e                      |
| 35                       | Henrietta Christie (NZL) | 7e                       |
| 36                       | Nina Buysman (NED)       | 13e                      |

| Israel-Premier Tech Roland CGS | Israel-Premier Tech Roland CGS | Israel-Premier Tech Roland CGS |
| ------------------------------ | ------------------------------ | ------------------------------ |
| Num                            | Coureuse                       | Pos                            |
| 41                             | Caroline Baur (SUI) (route)    | 41e                            |
| 42                             | Silvia Magri (ITA)             | 56e                            |
| 43                             | Mia Griffin (IRL)              | 42e                            |
| 44                             | Nguyễn Thị Thật (VIE) (route)  | AB-2                           |
| 45                             | Claire Steels (GBR)            | 15e                            |
| 46                             | Elena Pirrone (ITA)            | 51e                            |

| EF Education-TIBCO-SVB TIB | EF Education-TIBCO-SVB TIB    | EF Education-TIBCO-SVB TIB |
| -------------------------- | ----------------------------- | -------------------------- |
| Num                        | Coureuse                      | Pos                        |
| 51                         | Lauren Stephens (USA)         | 54e                        |
| 52                         | Emma Langley (USA) (route)    | NP-1                       |
| 53                         | Kristabel Doebel-Hickok (USA) | 5e                         |
| 54                         | Abi Smith (GBR)               | 10e                        |
| 55                         | Georgia Williams (NZL)        | 3e                         |

| St Michel-Mavic-Auber 93 AUB | St Michel-Mavic-Auber 93 AUB | St Michel-Mavic-Auber 93 AUB |
| ---------------------------- | ---------------------------- | ---------------------------- |
| Num                          | Coureuse                     | Pos                          |
| 61                           | Roxane Fournier (FRA)        | 49e                          |
| 62                           | Coralie Demay (FRA)          | 19e                          |
| 63                           | Simone Boilard (CAN)         | NP-2                         |
| 64                           | Dilyxine Miermont (FRA)      | 30e                          |
| 65                           | Sandrine Bideau (FRA)        | 59e                          |
| 66                           | Camille Fahy (FRA)           | 34e                          |

| Coop-Hitec Products HPU | Coop-Hitec Products HPU | Coop-Hitec Products HPU |
| ----------------------- | ----------------------- | ----------------------- |
| Num                     | Coureuse                | Pos                     |
| 71                      | Mari Hole Mohr (NOR)    | 39e                     |
| 72                      | Josie Nelson (GBR)      | 29e                     |
| 73                      | Tiril Jørgensen (NOR)   | 45e                     |
| 74                      | Sylvie Swinkels (NED)   | 70e                     |
| 75                      | Kerry Jonker (RSA)      | 66e                     |
| 76                      | Georgia Danford (AUS)   | 69e                     |

| Zaaf Cycling Team ZAF | Zaaf Cycling Team ZAF             | Zaaf Cycling Team ZAF |
| --------------------- | --------------------------------- | --------------------- |
| Num                   | Coureuse                          | Pos                   |
| 81                    | Danielle De Francesco (AUS)       | 6e                    |
| 82                    | Elizabeth Stannard (AUS)          | NP-1                  |
| 83                    | Nikola Nosková (CZE)              | 14e                   |
| 84                    | Michaela Drummond (NZL)           | 27e                   |
| 85                    | Debora Silvestri (ITA)            | 35e                   |
| 86                    | Maggie Coles-Lyster (CAN) (route) | 26e                   |

| Ara-Skip Capital ARA | Ara-Skip Capital ARA     | Ara-Skip Capital ARA |
| -------------------- | ------------------------ | -------------------- |
| Num                  | Coureuse                 | Pos                  |
| 91                   | Sophie Edwards (AUS)     | 25e                  |
| 92                   | Alisha Wells (AUS)       | 50e                  |
| 93                   | Isabelle Carnes (AUS)    | 36e                  |
| 94                   | Lucinda Stewart (AUS)    | 52e                  |
| 95                   | Georgia Whitehouse (AUS) | 63e                  |
| 96                   | Rachael Wales (AUS)      | 28e                  |

| Team BridgeLane TBL | Team BridgeLane TBL  | Team BridgeLane TBL |
| ------------------- | -------------------- | ------------------- |
| Num                 | Coureuse             | Pos                 |
| 101                 | Emily Watts (AUS)    | 71e                 |
| 102                 | Gina Ricardo (AUS)   | 33e                 |
| 103                 | Jess Pratt (AUS)     | 40e                 |
| 104                 | Keely Bennett (AUS)  | AB-1                |
| 105                 | Lillee Pollock (AUS) | 61e                 |
| 106                 | Mia Hayden (AUS)     | 24e                 |

| Australie AUS | Australie AUS        | Australie AUS |
| ------------- | -------------------- | ------------- |
| Num           | Coureuse             | Pos           |
| 111           | Nicole Frain         | 16e           |
| 112           | Rachel Neylan        | 9e            |
| 113           | Josie Talbot (route) | 43e           |
| 114           | Anya Louw            | 57e           |
| 115           | Haylee Fuller        | 68e           |
| 116           | Alli Anderson        | 46e           |

| Nouvelle-Zélande NZL | Nouvelle-Zélande NZL | Nouvelle-Zélande NZL |
| -------------------- | -------------------- | -------------------- |
| Num                  | Coureuse             | Pos                  |
| 121                  | Ally Wollaston       | 23e                  |
| 122                  | Bryony Botha         | 48e                  |
| 123                  | Ella Wyllie          | 8e                   |
| 124                  | Prudence Fowler      | 72e                  |
| 125                  | Rylee McMullen       | 32e                  |
| 126                  | Annamarie Lipp       | 64e                  |